# Pont de Baudouin
Le pont de Baudouin (Balduinbrücke en allemand) est un pont voûté en pierre datant du XIVe siècle, qui traverse la Moselle. Il est le plus ancien pont qui relie la vieille ville de Coblence et le District de Lützel. Il tient son nom de Baudouin de Luxembourg qui dirigeait la ville lors du commencement des travaux.
Depuis 2002, le pont de Baudouin fait partie du patrimoine mondial de l'UNESCO pour la vallée moyenne du Rhin.

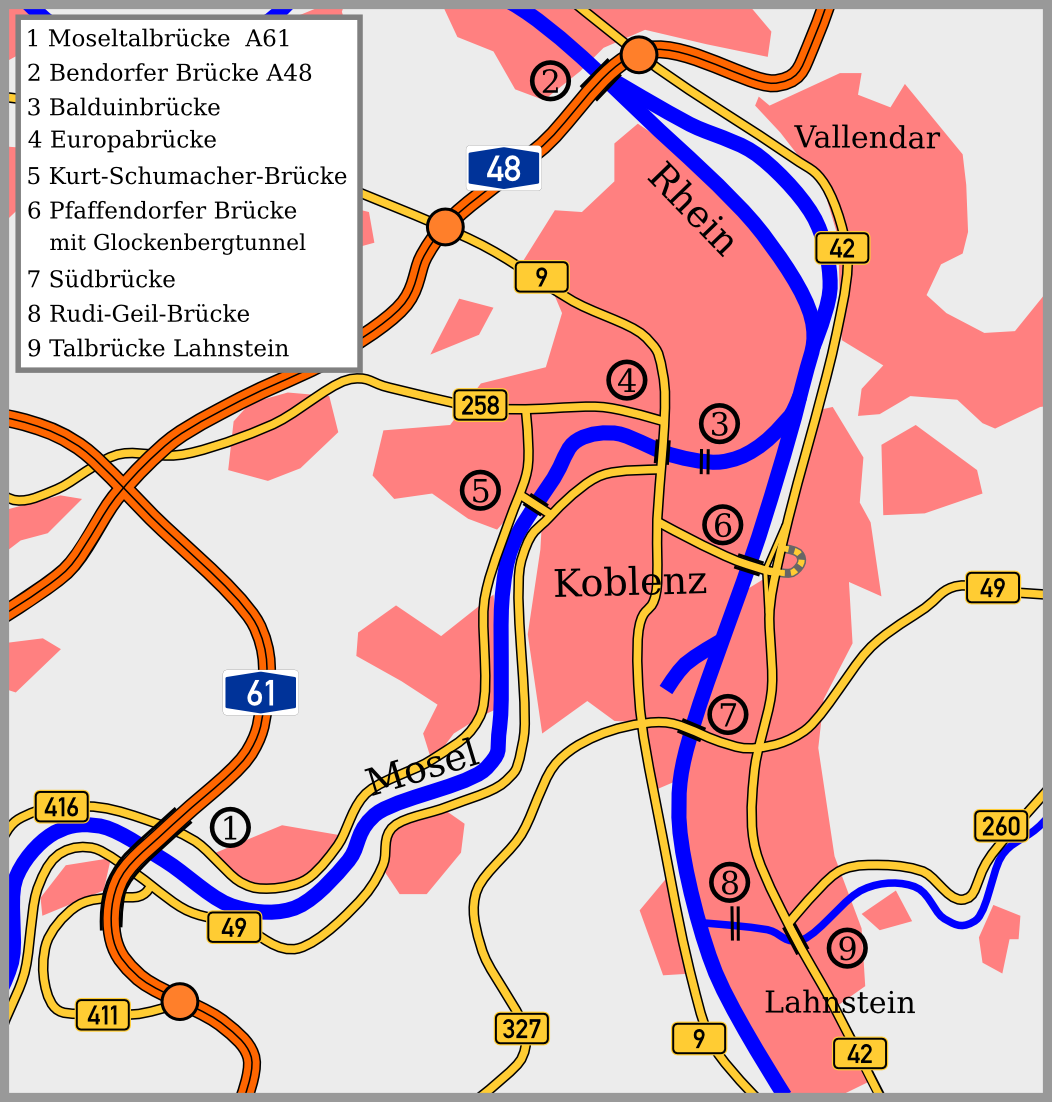
Le pont (numéro 3 sur le plan de la ville)